# Bursters
Bursters (koreanisch: 버스터즈) ist eine 2014 gegründete Post-Hardcore-/Alternative-Rock-Band aus der südkoreanischen Hauptstadt Seoul.

## Geschichte
Gegründet wurde die Band Bursters im Jahr 2014 unter dem Namen Burstered in der südkoreanischen Hauptstadt Seoul. Sie besteht aus dem Sänger Daegun Roh, den beiden Gitarristen Junyong Ahn und Gyejin Lee sowie dem Bassisten Hwanhee Jo und dem Schlagzeuger Taehee Jo.
Im Gründungsjahr nahm die Gruppe an der Talentshow Superstar K 6 teil und belegte dort den sechsten Platz. Nach der Veröffentlichung ihrer EP Independent noch unter dem Namen Burstered im Februar des Jahres 2015, folgte am 16. April 2017 die Herausgabe des Debütalbums Live In Hope, welches über Evermore Music erschien und auf Platz 81 der südkoreanischen Charts positionieren konnte.
Im Juli des Jahres 2019 tourte die Band erstmals außerhalb Südkoreas und spielte fünf Konzerte im Vereinigten Königreich. Im Anschluss an dieser Tour plant die Gruppe die Veröffentlichung ihres zweiten Studioalbums. Dieses trägt den Namen Once And For All und erscheint am 31. März 2020 auf weltweiter Ebene. Die Erarbeitung des Albums nahm knapp drei Jahre in Anspruch.

## Stil
In einem Interview mit dem britischen Kerrang! gaben die Musiker verschiedene Künstler der Rockszene als musikalische Einflüsse an, darunter Bullet for My Valentine, Korn, One Ok Rock, Coldrain, The Used, My Chemical Romance und Linkin Park. In einem Kurzvorstellungsartikel des Alternative Press wurde die Band für Fans von Black Veil Brides und Escape the Fate vorgeschlagen.
Einem Artikel des Onlinemagazins Guitar.com verarbeitet die Gruppe verschiedenste Genres in ihrer Musik. So arbeiten die Musiker mit Pop, Nu-Metal, Funk, Electronica und dem traditionellen Hardcore. Auf ihrem zweiten Album arbeiten Bursters, inspiriert von Bring Me the Horizon und Mike Shinoda von Linkin Park, mit Synthesizern und Programming-Parts.

## Diskografie
- 2015: Independent (EP, Evermore Music, als Burstered)
- 2017: Live in Hope (Album, Evermore Music)
- 2020: Once and for All (Album, Evermore Music)